# ريبيكا بوسافي
ريبيكا بوسافي (بالفرنسية: Rebecca Bossavy)‏ مواليد 7 أغسطس 1995، هي لاعبة كرة يد فرنسية تلعب كجناح أيسر. وصلت مع فريقها إلى نصف نهائي كأس أبطال الكؤوس الأوروبية لكرة اليد للسيدات في موسم 2015-16.

## روابط خارجية
- ريبيكا بوسافي على موقع الاتحاد الأوروبي لكرة اليد (الإنجليزية)